# Danaphryne nigrifilis
Danaphryne nigrifilis es una especie monotípica del género de peces Danaphryne.

## Descripción
Tiene entre 5 y 7 radios blandos en su aleta dorsal y 4 o 5 radios blandos en su aleta anal. Las hembras metamorfoseadas se distinguen de otros taxones dentro de la familia Oneirodidae por tener un hocico estrecho, dientes vomerianos y un foramen nasal grande, casi circular. También cuenta con una depresión en el illicium que es más ancha y menos profunda en su parte delantera que en su parte trasera, una espina esfenótica bien desarrollada y una espina en la sínfisis de la mandíbula inferior. Los radios de la aleta caudal no están pigmentados. El illicium es más largo que el bulbo escal y cuenta con un pterigióforo cilíndrico que emerge en el hocico entre los huesos frontales con su extremo anterior expuesto y su extremo posterior oculto bajo la piel. La piel es lisa y no presenta espínulas dérmicas y la piel pigmentada en el pedúnculo caudal llega más allá de la base de la aleta caudal. La longitud estándar máxima publicada es de 10,5 cm (4,1 pulgadas) para una hembra.

## Distribución y hábitat
Danaphryne se encuentra en el este y oeste del océano Atlántico entre 11°N y 41°N, también se ha registrado en el estrecho de Davis entre Groenlandia y Canadá a 63°18'N, 54°45'O. En el océano Pacífico se ha registrado en Hawái, Filipinas y el mar de China Meridional, aún no se ha registrado en el océano Índico. Esta especie se encuentra en las zonas batipelágicas y mesopelágicas a profundidades de hasta 2000 m (6600 pies). Este taxón se conoce a partir de 20 especímenes adultos y 5 larvas.